# 자렛 레딕
자렛 레딕(Jaret Reddick, 1972년 3월 6일 ~ )은 미국의 팝 펑크 밴드 볼링 포 수프의 리드 보컬이자 기타리스트이다. 그의 기타에는 텍사스주의 기가 그려져 있다.

## 일대기
자렛 레딕은 텍사스주 그레이프바인에서 2남 4녀의 막내로 태어났다. 고등학교 때 행진 밴드에서 스네어 드럼을 연주하였다. 미드웨스턴주립대학교(Midwestern State University)에 진학하여 경영학과 심리학을 전공하였다. 그는 1994년 에릭 챈들러, 크리스 버니, 랜스 모릴과 함께 밴드 볼링 포 수프를 결성하였다.